# Прикордонный, Дмитрий Максимович
Дмитрий Максимович Прикордонный (род. 1912, село Михайловка Подольской губернии, ныне Мурованокуриловецкий район Винницкой области — 29 октября 1980) — украинский советский журналист, ответственный редактор газеты «Советская Украина». Первый редактор иллюстрированного журнала «Украина». главный редактор сценарно-редакционной коллегии Госкино Украинской ССР. Кандидат в члены ЦК КП(б)У в январе 1949 — январе 1956 г. Заслуженный работник культуры Украинской ССР (1973).

## Биография
Член ВКП(б) с 1932 года.
Находился на журналистской работе. Был ответственным редактором районной газеты, корреспондентом Радио-телеграфного агентства (РАТАУ) Украинской ССР. С мая 1941 года — первый редактор иллюстрированного журнала «Украина».
С июля 1941 года — в Красной армии, участник немецко-советской войны. Работал редактором газеты «Вперед, за Родину!» Южного и Северо-Кавказского фронтов. На 1945 год — ответственный редактор газеты Киевского военного округа «Ленинское знамя».
С конца 1940-х годов до 1952 года — заместитель ответственного редактора газеты «Советская Украина».
В 1952-1955 годах — ответственный редактор газеты «Советская Украина».
Со второй половины 1950-х годах — ответственный редактор Крымской областной украиноязычной газеты «Советский Крым». Работал корреспондентом московского журнала «Огонек».
В 1970-х годах — главный редактор сценарно-редакционной коллегии Госкино Украинской ССР.

## Звание
- капитан
- майор

## Награды
- орден Трудового Красного Знамени (1958)

- орден Красной Звезды (15.02.1943)
- ордена
- медали
- заслуженный работник культуры Украинской ССР (1973)